# Centrale Bank van de Republiek China
De Centrale Bank van de Republiek China is de centrale bank van de Republiek China en heeft als enige bank van het land het recht om bankbiljetten en muntgeld (de Taiwanese dollar) voor de Republiek China te drukken.

## Geschiedenis
De bank werd op 1 november 1924 opgericht in Kanton door Sun Zhongshan (Sun Yat-sen), vader des vaderlands. Het hoofdkantoor zat in Shanghai in het Russisch-Chinese Bankgebouw. Door het succes van de noordelijke expeditie in 1928 nam de Centrale Bank van de Republiek China de rol van centrale bank van de Bank of China over. Voor 1949 maakte de bank deel uit van de vier grootste nationale banken. De drie andere banken waren Bank of China, Communicatiebank en Agrarische Bank van China.
Begin 1949 begonnen de Kwomintang terrein te verliezen en verplaatsten de overheid en deze bank zich naar Kanton. Eind september vluchtte de Kwomintang-regering en week de bank uit naar Taiwan, waardoor deze nu ook wel Centrale Bank van de Republiek China (Taiwan) wordt genoemd. De biljetten van deze bank worden heden ten dage alleen nog in Taiwan gebruikt. In 1949 begon de Centrale Bank van de Republiek China samen te werken met de Bank van Taiwan.